# كريثي شيتي
كريثي شيتي (بالإنجليزية: Krithi Shetty)‏ (من مواليد 21 سبتمبر 2003) هي ممثلة هندية تظهر بشكل أساسي في أفلام التيلجو جنبًا إلى جنب مع أفلام التاميل والهندية والمالايالامية. ظهرت لأول مرة مع فيلم Uppena الناجح تجاريًا (2021).
ولدت كريثي شيتي في 21 سبتمبر 2003 في مومباي، لعائلة تولو من مانجالور، كارناتاكا. والدها رجل أعمال ووالدتها مصممة أزياء. لديها شقيقان، أخ وأخت. نشأت في مومباي اعتبارًا من فبراير 2021. خلال مسيرتها الأكاديمية، عملت في الإعلانات التجارية.

## وصلات خارجية
- كريثي شيتي على موقع IMDb (الإنجليزية)
- كريثي شيتي على موقع قاعدة بيانات الأفلام العربية
- كريثي شيتي على موقع قاعدة بيانات الفيلم (الإنجليزية)